# Antonio Cassano
Antonio Cassano (pronunciación en italiano: /anˈtɔːnjo kasˈsaːno/; Bari, Italia, 12 de julio de 1982) es un exfutbolista italiano que jugaba en la posición de delantero.

## Trayectoria
Cassano aprendió a jugar al fútbol en las difíciles calles del barrio más peligroso de Bari. Un día un ojeador del Bari se fijó en él cuando tenía 5 años e ingresó en las filas del club. Debutó en el año 1999 en un derbi del sur entre el Lecce y su equipo el Bari, consiguiendo ese mismo año el ascenso a la Serie A. En su segundo partido, contra el Internazionale, marcó su primer gol en la categoría, un gol antológico: con un control de tacón a un pase largo se enfrentó a los defensas interistas, tras romper la cintura de Christian Panucci y el francés Laurent Blanc, finalmente batió al portero interista.
Tras comprobar su gran calidad en la temporada 2000-01 en la que jugó 27 partidos y anotó 3 goles, la Roma desembolsó 30 millones de euros por el mediapunta de Bari. Llegó a la Roma de la mano del entrenador Fabio Capello. Durante la estancia de Capello en la Roma, Cassano deslumbró con su mejor nivel de juego, pero ni siquiera el severo entrenador italiano estuvo fuera de discusiones con el delantero. Capello salió de la Roma hacia la Juventus. Desde entonces el nivel de juego de Cassano fue en descenso al igual que las posiciones en la tabla de la Roma.
Llegaron más entrenadores como Rudi Völler o Luciano Spalletti, y lejos de conciliar con Cassano, los problemas fueron en aumento. En su último año se enfadó hasta con los jugadores del equipo, solo hablaba con Francesco Totti, y estuvo apartado mucho tiempo sin jugar, hasta que en enero de 2006 fue contratado por el Real Madrid. Presentado por Florentino Pérez como uno de los mejores jugadores de Italia, no tardó en debutar y marcar su primer gol como madridista: lo marcó en Sevilla, en un partido de Copa del Rey ante el Betis.

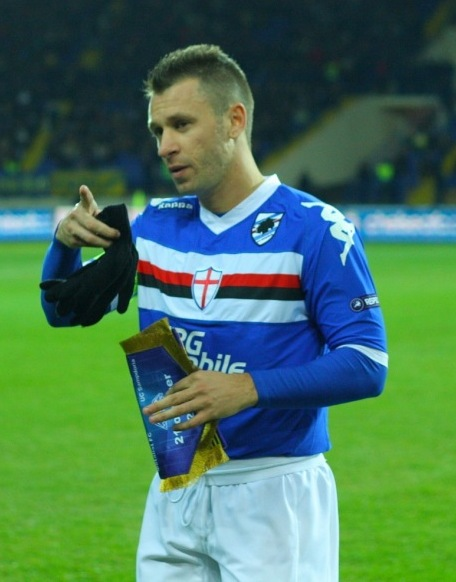
Antonio Cassano durante un partido con la U. C. Sampdoria.

Pese al buen debut, Cassano no contaba en exceso para el entrenador madridista Juan Ramón López Caro, y este hecho fue propicio para que el carácter de Cassano saliera a la luz, no con disputas con el entrenador sino con su físico. Pasado de peso y en una lamentable forma física, aún tuvo tiempo de jugar un buen partido contra el Atlético de Madrid, frente al que consiguió su segundo gol de blanco. Fue el último buen partido de Cassano con el Real Madrid. A finales del año se le buscaba una salida urgente, pero la victoria de Ramón Calderón en las elecciones del Real Madrid celebradas el 2 de julio de 2006 le dio tiempo, y más aún cuando llegó Capello.
La temporada 2006-07 se avecinaba buena, ya que el de Bari contaba como titular y ya había perdido peso desde principios de verano. Sin embargo, a mitad de temporada fue descubierto por las cámaras del canal de televisión Cuatro discutiendo las órdenes de Capello junto a su compañero de equipo Mahamadou Diarra. Fue apartado del equipo por indisciplina, y hasta el final de la liga 2006-07 no contó para el entrenador, por no disculparse por sus palabras. Durante la temporada 2007-08 retornó a Italia, más en concreto, a las filas de la U. C. Sampdoria en calidad de cedido, donde realizó una gran campaña.
El 30 de octubre de 2011, Cassano fue ingresado en el hospital tras haber sufrido un accidente cerebrovascular. El 2 de noviembre se descubrió que parte del problema era porque sufría una enfermedad cardíaca y fue intervenido exitosamente, por lo que volvió a jugar a principios de abril de 2012. El 29 de abril, seis meses después de su recuperación, Cassano volvió a jugar en el club con gol incluido, en la victoria en la Serie A ante el Siena por 4-1 de visitante. El 3 de julio de 2013 se hizo oficial su llegada al Parma F. C.
El 24 de julio de 2017 hizo oficial su retiro del fútbol profesional.

## Selección nacional

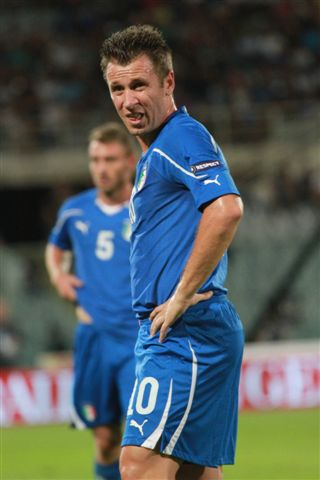
Cassano con la selección de fútbol de Italia.

Ha sido internacional con la selección de fútbol de Italia en 39 ocasiones y ha marcado 10 goles. Debutó el 12 de noviembre de 2003, en un encuentro amistoso ante la selección de Polonia que finalizó con marcador de 3-1 a favor de los polacos. El 13 de mayo de 2014 el entrenador de la selección italiana, Cesare Prandelli, lo incluyó en la nómina preliminar de 30 jugadores convocados para la Copa Mundial de Fútbol de 2014. Fue confirmado en la lista definitiva de 23 jugadores el 1 de junio.

### Participaciones en Copas del Mundo
| Copa              | Sede   | Resultado    | Partidos | Goles |
| ----------------- | ------ | ------------ | -------- | ----- |
| Copa Mundial 2014 | Brasil | Primera fase | 2        | 0     |

### Participaciones en Eurocopas
| Copa          | Sede              | Resultado        | Partidos | Goles |
| ------------- | ----------------- | ---------------- | -------- | ----- |
| Eurocopa 2004 | Portugal          | Primera fase     | 3        | 2     |
| Eurocopa 2008 | Austria · Suiza   | Cuartos de final | 4        | 0     |
| Eurocopa 2012 | Polonia · Ucrania | Subcampeón       | 6        | 1     |

## Estadísticas

### Clubes
| Club                                                                                            | Temporada     | Div.          | Liga  | Liga  | Copas nacionales | Copas nacionales | Torneos internacionales(1) | Torneos internacionales(1) | Total | Total |
| Club                                                                                            | Temporada     | Div.          | Part. | Goles | Part.            | Goles            | Part.                      | Goles                      | Part. | Goles |
| ----------------------------------------------------------------------------------------------- | ------------- | ------------- | ----- | ----- | ---------------- | ---------------- | -------------------------- | -------------------------- | ----- | ----- |
| A. S. Bari · Italia                                                                             | 1999-00       | 1.ª           | 21    | 3     | 0                | 0                | –                          | –                          | 21    | 3     |
| A. S. Bari · Italia                                                                             | 2000-01       | 1.ª           | 27    | 3     | 2                | 0                | –                          | –                          | 29    | 3     |
| A. S. Bari · Italia                                                                             | Total         | Total         | 48    | 6     | 2                | 0                | –                          | –                          | 50    | 6     |
| A. S. Roma · Italia                                                                             | 2001-02       | 1.ª           | 22    | 5     | 3                | 1                | 5                          | 0                          | 30    | 6     |
| A. S. Roma · Italia                                                                             | 2002-03       | 1.ª           | 27    | 9     | 5                | 1                | 11                         | 4                          | 43    | 14    |
| A. S. Roma · Italia                                                                             | 2003-04       | 1.ª           | 33    | 14    | 0                | 0                | 6                          | 4                          | 39    | 18    |
| A. S. Roma · Italia                                                                             | 2004-05       | 1.ª           | 31    | 9     | 8                | 1                | 3                          | 1                          | 42    | 11    |
| A. S. Roma · Italia                                                                             | 2005-06       | 1.ª           | 5     | 2     | –                | –                | 2                          | 1                          | 7     | 3     |
| A. S. Roma · Italia                                                                             | Total         | Total         | 118   | 39    | 16               | 3                | 27                         | 10                         | 161   | 52    |
| Real Madrid C. F. · España                                                                      | 2005-06       | 1.ª           | 12    | 1     | 4                | 1                | 1                          | 0                          | 17    | 2     |
| Real Madrid C. F. · España                                                                      | 2006-07       | 1.ª           | 7     | 1     | 1                | 1                | 4                          | 0                          | 12    | 2     |
| Real Madrid C. F. · España                                                                      | Total         | Total         | 19    | 2     | 5                | 2                | 5                          | 0                          | 29    | 4     |
| U. C. Sampdoria · Italia                                                                        | 2007-08       | 1.ª           | 22    | 10    | 2                | 0                | 1                          | 0                          | 25    | 10    |
| U. C. Sampdoria · Italia                                                                        | 2008-09       | 1.ª           | 35    | 12    | 4                | 1                | 6                          | 2                          | 45    | 15    |
| U. C. Sampdoria · Italia                                                                        | 2009-10       | 1.ª           | 32    | 9     | 1                | 2                | –                          | –                          | 33    | 11    |
| U. C. Sampdoria · Italia                                                                        | 2010-11       | 1.ª           | 7     | 4     | –                | –                | 3                          | 1                          | 10    | 5     |
| U. C. Sampdoria · Italia                                                                        | Total         | Total         | 96    | 35    | 7                | 3                | 12                         | 3                          | 115   | 41    |
| A. C. Milan · Italia                                                                            | 2010-11       | 1.ª           | 17    | 4     | 4                | 0                | –                          | –                          | 21    | 4     |
| A. C. Milan · Italia                                                                            | 2011-12       | 1.ª           | 16    | 3     | 0                | 0                | 3                          | 1                          | 19    | 4     |
| A. C. Milan · Italia                                                                            | Total         | Total         | 33    | 7     | 4                | 0                | 3                          | 1                          | 40    | 8     |
| Inter de Milán · Italia                                                                         | 2012-13       | 1.ª           | 28    | 7     | 2                | 1                | 9                          | 1                          | 39    | 9     |
| Parma F. C. · Italia                                                                            | 2013-14       | 1.ª           | 34    | 12    | 2                | 1                | –                          | –                          | 36    | 13    |
| Parma F. C. · Italia                                                                            | 2014-15       | 1.ª           | 19    | 5     | 1                | 0                | –                          | –                          | 20    | 5     |
| Parma F. C. · Italia                                                                            | Total         | Total         | 53    | 17    | 3                | 1                | –                          | –                          | 56    | 18    |
| U. C. Sampdoria · Italia                                                                        | 2015-16       | 1.ª           | 24    | 2     | 1                | 0                | –                          | –                          | 25    | 2     |
| U. C. Sampdoria · Italia                                                                        | 2016-17       | 1.ª           | 0     | 0     | 0                | 0                | –                          | –                          | 0     | 0     |
| U. C. Sampdoria · Italia                                                                        | Total         | Total         | 24    | 2     | 1                | 0                | –                          | –                          | 25    | 2     |
| Total carrera                                                                                   | Total carrera | Total carrera | 419   | 115   | 40               | 10               | 56                         | 15                         | 514   | 140   |
| (1) Incluye datos de la Liga de Campeones de la UEFA, Copa de la UEFA y Liga Europa de la UEFA. |               |               |       |       |                  |                  |                            |                            |       |       |

## Palmarés

### Títulos nacionales
| Título              | Club              | País   | Año     |
| ------------------- | ----------------- | ------ | ------- |
| Supercopa de Italia | A. S. Roma        | Italia | 2001    |
| Campeonato de Liga  | Real Madrid C. F. | España | 2006-07 |
| Serie A             | A. C. Milan       | Italia | 2010-11 |
| Supercopa de Italia | A. C. Milan       | Italia | 2011    |

### Distinciones individuales
| Distinción                             | Año  |
| -------------------------------------- | ---- |
| Futbolista Joven del Año en la Serie A | 2001 |
| Futbolista Joven del Año en la Serie A | 2003 |

## Vida personal
El 19 de noviembre de 2008, Cassano lanzó un libro autobiográfico llamado Lo Digo Todo en el que narra sus diecisiete años de pobreza y los nueve de riqueza, enfrentamientos con compañeros de equipo y las metas que tiene en mente. También critica duramente al club Real Madrid, y al entrenador italiano que entrenaba por aquel entonces al equipo: Fabio Capello. Cassano se casó con Carolina Marcialis, una jugadora de waterpolo, el 19 de junio de 2010, con la que tiene un hijo llamado Christopher que nació el 14 de abril de 2011 y otro llamado Lionel en honor a Messi, nacido el 19 de marzo de 2013.